# Arromenos
Os Arromenos (Arromeno: Armãnji, Rrãmãnji)  são um grupo étnico nativo do sul dos Bálcãs que fala o arromeno, uma língua românica oriental. Eles vivem tradicionalmente no centro e sul da Albânia, sudoeste da Bulgária, norte e centro da Grécia e Macedônia do Norte, e atualmente podem ser encontrados no centro e sul da Albânia, sudoeste da Bulgária, sudoeste e leste da Macedônia do Norte, norte e centro da Grécia, sul da Sérvia e sudeste da Romênia (Dobruja do Norte). Também existe uma Diáspora arromena que vive fora desses lugares. Os Arromenos são conhecidos por vários outros nomes, como "Valáquios" ou "Macedo-Romenos" (às vezes usados para se referir também aos Megleno-Romenos).
O termo "Valáquios" é usado na Grécia e em outros países para se referir aos Arromenos, tendo este termo sido mais difundido no passado para se referir a todos os povos de língua românica da Península Balcânica e da região dos Cárpatos (Sudeste da Europa).
Seu vernáculo, o arromeno, é uma língua românica oriental muito semelhante ao romeno, que possui muitos dialetos próprios ligeiramente variados. Descende do latim vulgar falado pelos povos paleo-balcânicos (trácios romanizados e os dácios relacionados, por exemplo) subsequentes à sua romanização. A língua arromena partilha muitas características comuns com o albanês, o búlgaro e o grego; no entanto, embora tenha muitos empréstimos do grego, eslavo e turco, seu léxico permanece majoritariamente de origem românica.

## Nomes e classificação

### Etnônimos
O termo Arromeno deriva diretamente do latim Romanus, significando cidadão romano. A inicial a- é uma vogal epentética regular, ocorrendo quando certos encontros consonantais são formados, e não é, como a etimologia popular às vezes diz, relacionada ao a- negativo ou privativo do grego (também ocorrendo em palavras latinas de origem grega). O termo foi cunhado por Gustav Weigand em sua obra de 1894, Die Aromunen. O primeiro livro ao qual muitos estudiosos se referiram como o mais valioso para traduzir o seu nome étnico é uma gramática impressa em 1813 em Viena por Mihail G. Boiagi. Foi intitulado Γραμματική Ρωμαϊκή ήτοι Μακεδονοβλαχική/ Romanische oder Macedonowlachische Sprachlehre ("Romance ou Gramática Macedono-Valáquia").
O termo Valáquio é um exônimo usado desde os tempos medievais. Os Arromenos autodenominam-se Rrãmãn ou Armãn, dependendo de qual dos dois grupos dialetais pertencem, e identificam-se como parte da Fara Armãneascã ("tribo Arromena") ou do Populu Armãnescu ("povo Arromeno").  O endônimo é traduzido em inglês como Aromanian, em romeno como Aromâni, em grego como Armanoi (Αρμάνοι), em albanês como Arumunët, em búlgaro como Arumani (Арумъни), em macedônio como Aromanci (Ароманци), em servo-croata como Armani e Aromuni.
O termo "Valáquio" foi usado nos Bálcãs medievais como um exônimo para todos os povos de língua românica (romanizados) da região, bem como um nome geral para pastores, mas hoje em dia é comumente usado para os Arromenos e Meglenites, Daco-Romenos. sendo nomeados Valáquios apenas na Sérvia, Bulgária e Macedônia do Norte. O termo é observado nos seguintes idiomas: Grego "Vlachoi" (Βλάχοι), albanês "Vllehët", búlgaro, sérvio e macedônio "Vlasi" (Bласи), turco "Ulahlar", húngaro "Oláh". É digno de nota que o termo Valáquio também significava "bandido" ou "rebelde" na historiografia otomana, e que o termo também foi usado como um exônimo para principalmente cristãos ortodoxos nos Bálcãs ocidentais governados pelos otomanos (denotando principalmente os sérvios), bem como por os venezianos para a população imigrante eslavófona do interior da Dalmácia (também denotando principalmente os sérvios).

### Grupos
O acadêmico alemão Thede Kahl, especialista em Estudos Arromenos, divide os Arromenos em dois grupos principais, os "Rrãmãnji" e os "Armãnji", que são subdivididos em subgrupos. 

#### Rrãmãnji
- Muzãchiars, de Muzachia, situada no centro-sudoeste da Albânia.
- Fãrshãrots (ou Fãrsherots), concentrados principalmente no Épiro, da área de Frashër (arromeno Farshar) no sudeste da Albânia.
- Moscopolitanos ou Moscopoleanos, da cidade de Moscopole, outrora um importante centro urbano dos Bálcãs, hoje uma vila no sudeste da Albânia.

#### Armãnji
- Pindeanos, concentrados dentro e ao redor dos Montes Pindo do norte e centro da Grécia.
- Gramustianos (ou Gramosteanos, gr. grammostianoi), das montanhas Gramos, uma área isolada no sudeste da Albânia, e noroeste da Grécia.

### Apelidos
As comunidades Arromenas têm vários apelidos dependendo do país onde vivem.
- Gramustianos e Pindianos são apelidados de Koutsovlachs (em grego: Κουτσόβλαχοι). Este termo às vezes é considerado depreciativo, pois o primeiro elemento deste termo vem do grego koutso- (κουτσό-) que significa "coxo". Seguindo uma etimologia turca onde küçük significa "pequeno", eles são o grupo menor de Valáquios, em oposição aos mais numerosos daco-romenos.
- Fãrsherots, de Frashër (Albânia), Moscopole e Muzachia são apelidados de "Frasariotes" (grego: Φρασαριώτες Βλάχοι) ou Arvanitovlachs (grego: Αρβανιτόβλαχοι), que significa "Valáquios albaneses" referindo-se ao seu local de origem. [23]

Nos países eslavos do sul, como Sérvia, Macedônia do Norte e Bulgária, os apelidos usados para se referir aos Arromenos são geralmente Vlasi (eslavo do sul para Valáquios e Wallachians) e Tsintsari (também escrito Tzintzari, Cincari ou similar), que é derivado de a forma como os Arromenos pronunciam a palavra que significa cinco, tsintsi. Na Romênia, também é usado o demoníaco Macedoni, Machedoni ou Macedoromâni. Na Albânia, são usados os termos Vllah ou Vlleh ("Valáquios") e Çoban ou Çobenj (do turco çoban, "pastor"). 

## População

### Assentamentos

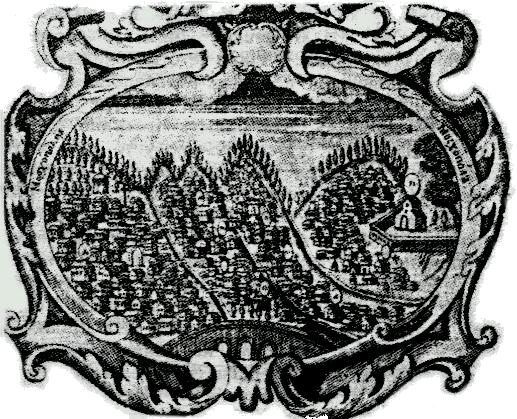
Moscopole, outrora o centro cultural e comercial dos Arromenos, em 1742

A comunidade Arromena na Albânia é estimada em 200.000 pessoas, incluindo aquelas que já não falam a língua.  Tanner estima que a comunidade constitui 2% da população.  Na Albânia, as comunidades Aromanianas habitam Moscopole, seu assentamento mais famoso, o Distrito de Kolonjë (onde estão concentradas), um quarto de Fier (Arromeno: Ferãcã), enquanto o Arromeno era ensinado, conforme registrado por Tom Winnifrith, em escolas primárias em Andon Poçi perto Gjirokastër, Shkallë (Arromeno: Scarã) perto de Sarandë, e Borovë perto de Korçë (Arromeno: Curceau) (1987). 
Uma equipe de pesquisa romena concluiu na década de 1960 que os aromenos albaneses migraram para Tirana, Stan Karbunarë, Skrapar, Pojan, Bilisht e Korçë, e que habitavam Karaja, Lushnjë, Moscopole, Drenovë (Arromeno: Dãrnova) e Boboshticë (Arromeno: Bubushtitsa).  Havia uma importante comunidade de Aromanianos em Montenegro e na Bósnia e Herzegovina que provavelmente foi assimilada pelos moradores locais. Inicialmente eram cristãos mas por volta do ano 1000 aderiram à seita cristã Bogomilismo / Pataria e foram sérvios. Após a ocupação turca, os Arromenos da Bósnia e Herzegovina converteram-se à fé islâmica devido a motivos econômicos e religiosos. Existem muitos artefatos de Arromenos na Bósnia e Herzegovina, principalmente em suas necrópoles. Estas necrópoles cobrem toda a Bósnia e consistem em monumentos funerários, geralmente sem cruzes.

## Origens

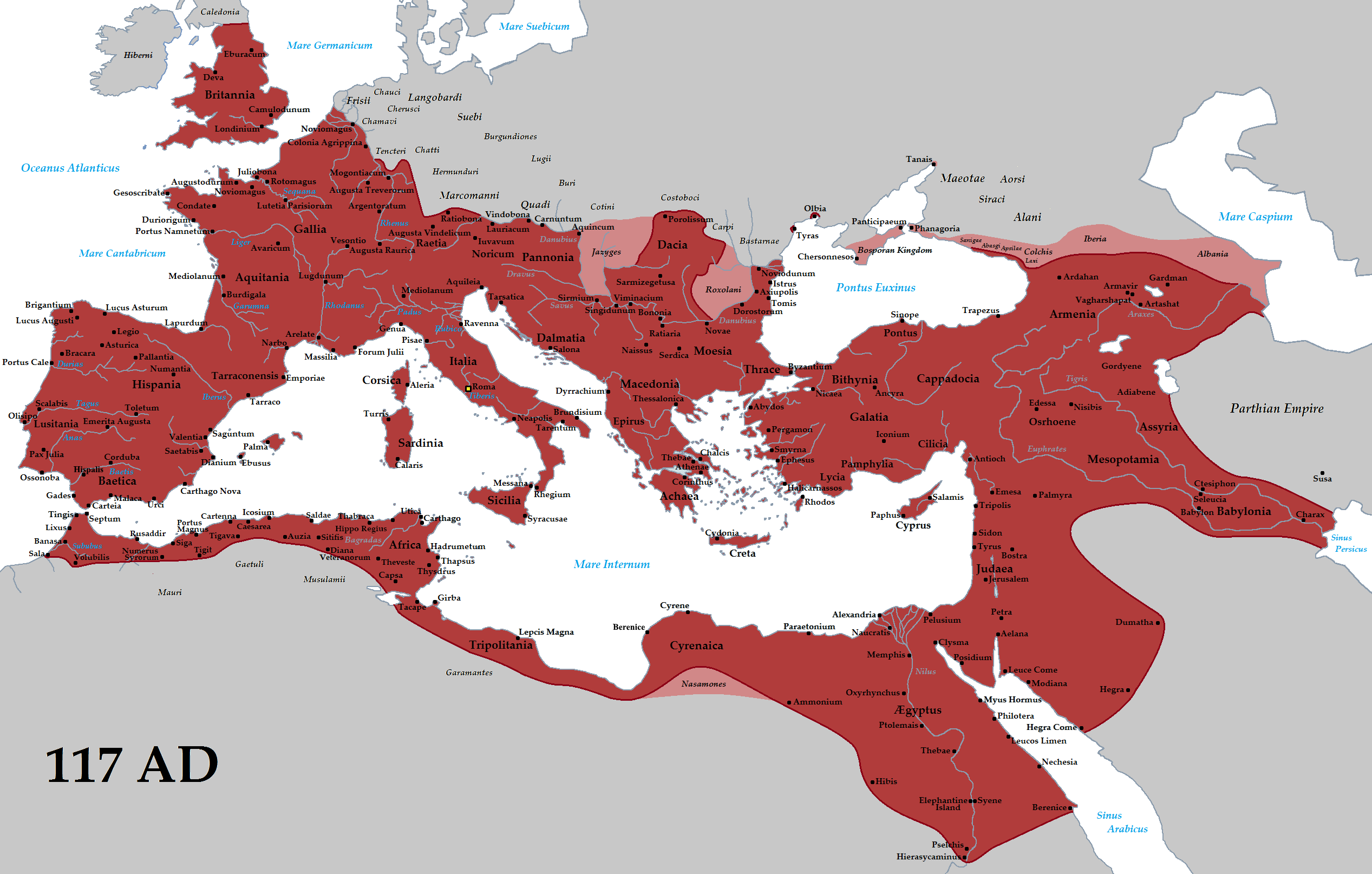
Mapa do Império Romano durante seu apogeu, sob Trajano (r. 98–117)

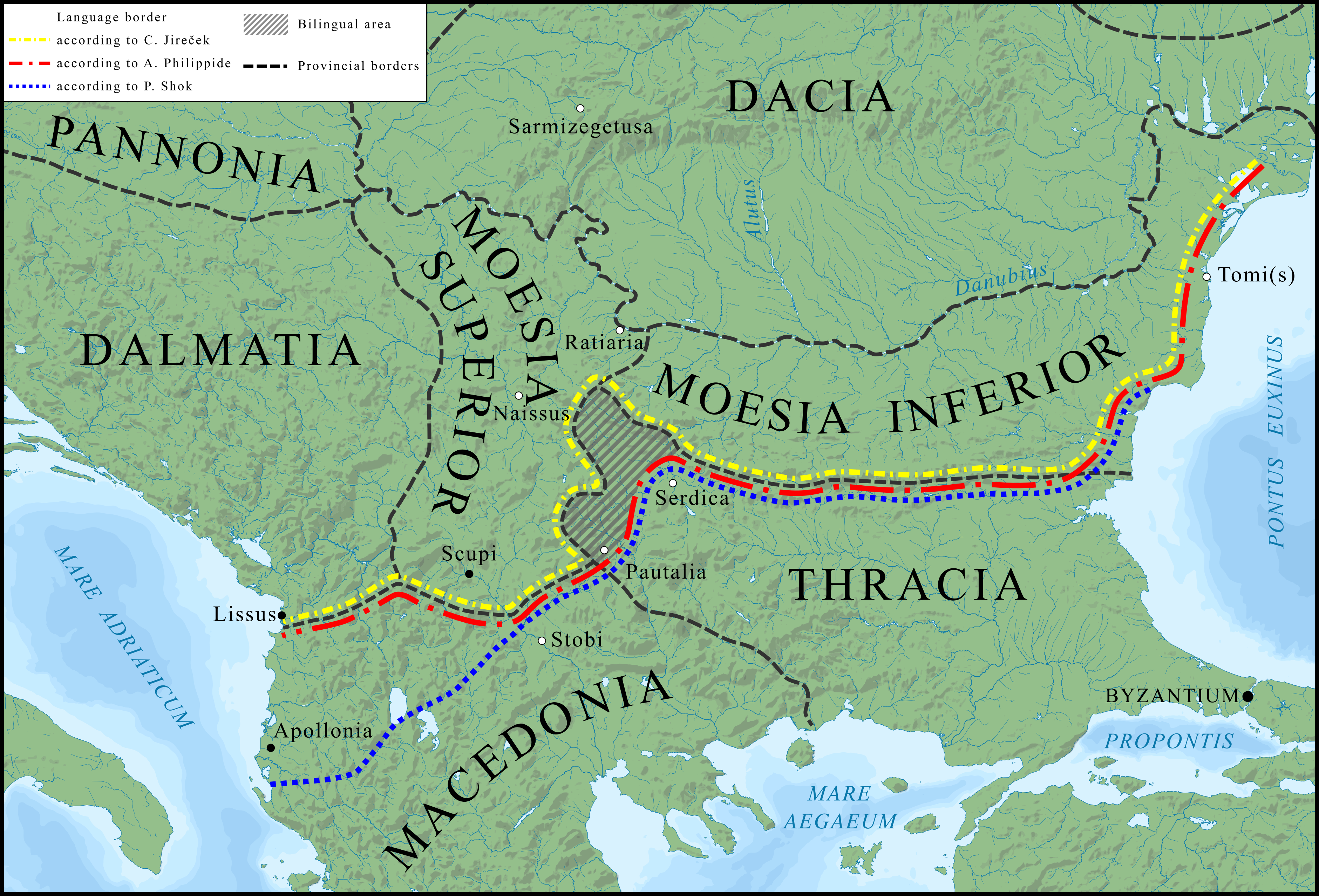
A Linha Jireček é uma linha imaginária que mostra onde as influências latinas e gregas se encontram nos Bálcãs, de acordo com dados arqueológicos epigráficos.

A língua Arromena está relacionada com o latim vulgar falado nos Bálcãs durante o período romano.  É difícil estabelecer a história dos Valáquios nos Balcãs, com um intervalo entre as invasões bárbaras e as primeiras menções aos Valáquios nos séculos XI e XII.  As crônicas bizantinas são inúteis, e somente nos séculos 13, 14 e 15 o termo Valáquio se torna mais frequente, embora seja problemático distinguir tipos de Vlachs, pois era usado para vários assuntos, como o império da dinastia Asen, Tessália, e a Romênia através do Danúbio.  Supõe-se que os aromenos sejam descendentes de soldados romanos ou de populações originais latinizadas (gregos, ilírios, trácios ou dardânios), devido à histórica presença militar romana no território habitado pela comunidade.  Segundo David Binder, a ligação grega é “sem dúvida a mais forte”. Muitos estudiosos romenos afirmam que os Arromenos fizeram parte de uma migração Daco-Romena do norte do Danúbio entre os séculos VI  e X, apoiando a teoria de que a população da "Grande Romênia" descende dos antigos Dácios e Romanos.  Os estudiosos gregos veem os Arromenos como descendentes de legionários romanos que se casaram com mulheres gregas.  Não há evidências para nenhuma das teorias, e Winnifrith as considera improváveis.  As poucas evidências que existem apontam que a pátria Valáquia (Arromena) ficava nos Balcãs do Norte, ao norte da Linha Jireček que demarca as esferas de influência linguística latina e grega.  Com o avanço eslavo da fronteira do Danúbio no século VII, os falantes de latim foram empurrados ainda mais para o sul.  Com base em considerações linguísticas, Olga Tomic conclui que os aromenos se mudaram da Trácia para as suas localizações atuais após a invasão eslava da Trácia, embora antes dos megleno-romenos.

### Estudos genéticos
Em 2006 , Bosch et al. tentou determinar se os Arromenos são descendentes de Dácios, Gregos, Ilírios, Trácios latinizados ou uma combinação destes, mas foi demonstrado que eles são geneticamente indistinguíveis das outras populações dos Balcãs. As diferenças linguísticas e culturais entre os grupos dos Balcãs foram consideradas demasiado fracas para impedir o fluxo genético entre os grupos.
Haplogrupos Y-DNA
| População amostral                       | Tamanho da amostra      | R1b             | R1a            | I               | E1b1b           | E1b1a | J              | G             | N   | T   | L   | Desconhecido (Y-DNA) |
| ---------------------------------------- | ----------------------- | --------------- | -------------- | --------------- | --------------- | ----- | -------------- | ------------- | --- | --- | --- | -------------------- |
| Arromenos de Dukas, Albânia              | 39                      | 2,56% (1/39)    | 2,56% (1/39)   | 17,95% (7/39)   | 17,95% (7/39)   | 0,0   | 48,72% (19/39) | 10,26% (4/39) | 0,0 | 0,0 | 0,0 |                      |
| Arromenos de Andon Poçi, Albânia         | 19                      | 36,84% (7/19)   | 0,0            | 42,11% (8/19)   | 15,79% (3/19)   | 0,0   | 5,26% (1/19)   | 0,0           | 0,0 | 0,0 | 0,0 |                      |
| Arromenos de Kruševo, Macedônia do Norte | 43                      | 27,91% (12/43)  | 11,63% (5/43)  | 20,93% (9/43)   | 20,93% (9/43)   | 0,0   | 11,63% (5/43)  | 6,98% (3/43)  | 0,0 | 0,0 | 0,0 |                      |
| Arromenos de Štip, Macedônia do Norte    | 65                      | 23,08% (15/65)  | 21,54% (14/65) | 16,92% (11/65)  | 18,46% (12/65)  | 0,0   | 20,0% (13/65)  | 0,0           | 0,0 | 0,0 | 0,0 |                      |
| Arromenos na Romênia                     | 42                      | 23,81% (10/42)  | 2,38% (1/42)   | 19,05% (8/42)   | 7,14% (3/42)    | 0,0   | 33,33% (14/42) | 0,0           | —   | —   | —   | – 14.29% (6/42)      |
| Arromenos na Península Balcânica         | 39+ 19+ 43+ 65+ 42= 208 | 21,63% (45/208) | 10,1% (21/208) | 20,67% (43/208) | 16,35% (34/208) | 0,0   | 25% (52/208)   | 3,37% (7/208) | —   | —   | —   | – 2.88% (6/208)      |

O haplogrupo R1b é o haplogrupo mais comum entre duas ou três das cinco populações Aromanianas testadas, o que não é mostrado como uma marca líder do locus Y-DNA em outras regiões ou grupos étnicos na Península Balcânica. Nos 16 marcadores Y-STR das cinco populações Aromanianas, o preditor de Jim Cullen especula que mais da metade da frequência média de 22% R1b das populações Aromanianas tem maior probabilidade de pertencer ao ramo L11. Os subclados L11 formam a maioria do Haplogrupo R1b na Itália e na Europa Ocidental, enquanto os subclados orientais de R1b prevalecem nas populações dos Balcãs orientais.

## História e autoidentificação

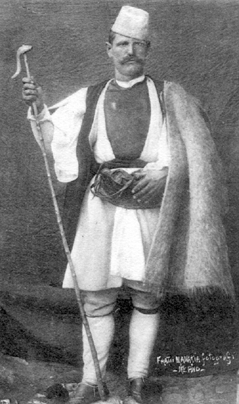
Pastor Arromeno em roupas tradicionais, foto de 1899.

Os Arromenos ou Valáquios aparecem pela primeira vez em fontes bizantinas medievais no século XI, no Strategikon de Cecaumenos e na Alexíada de Ana Comnena, na área da Tessália.  No século XII, o viajante judeu Benjamin de Tudela registra a existência do distrito de "Valáquia" perto de Halmyros, no leste da Tessália, enquanto o historiador bizantino Nicetas Coniates coloca a "Grande Valáquia" perto de Metéora. Aparentemente, a Valáquia da Tessália também era conhecida como "Valáquia na Hélade".  Fontes medievais posteriores também falam de uma "Valáquia Superior" no Épiro e de uma "Pequena Valáquia" na Etólia-Acarnânia, mas a "Grande Valáquia" não é mais mencionada após o final do século XIII. 
Os Valáquios medievais (Arromenos) da Herzegovina são considerados autores dos famosos monumentos funerários com pinturas rupestres (stecci em sérvio) da Herzegovina e países vizinhos. A teoria da origem Valáquia foi proposta por Bogumil Hrabak (1956) e Marian Wenzel e mais recentemente foi apoiada pelas pesquisas arqueológicas e antropológicas de restos de esqueletos das sepulturas sob stecci. A teoria é muito mais antiga e foi proposta pela primeira vez por Arthur Evans em sua obra Antiquarian Researches in Illyricum (1883). Ao fazer pesquisas com Felix von Luschan sobre sepulturas de stećak ao redor de Konavle, ele descobriu que um grande número de crânios não eram de origem eslava, mas semelhantes às tribos mais antigas da Ilíria e Arbanasi, além de notar que os memoriais de Dubrovnik registraram as partes habitadas pelos valáquios até século XV.

### Arromenos nos nacionalismos balcânicos dos séculos XIX e XX

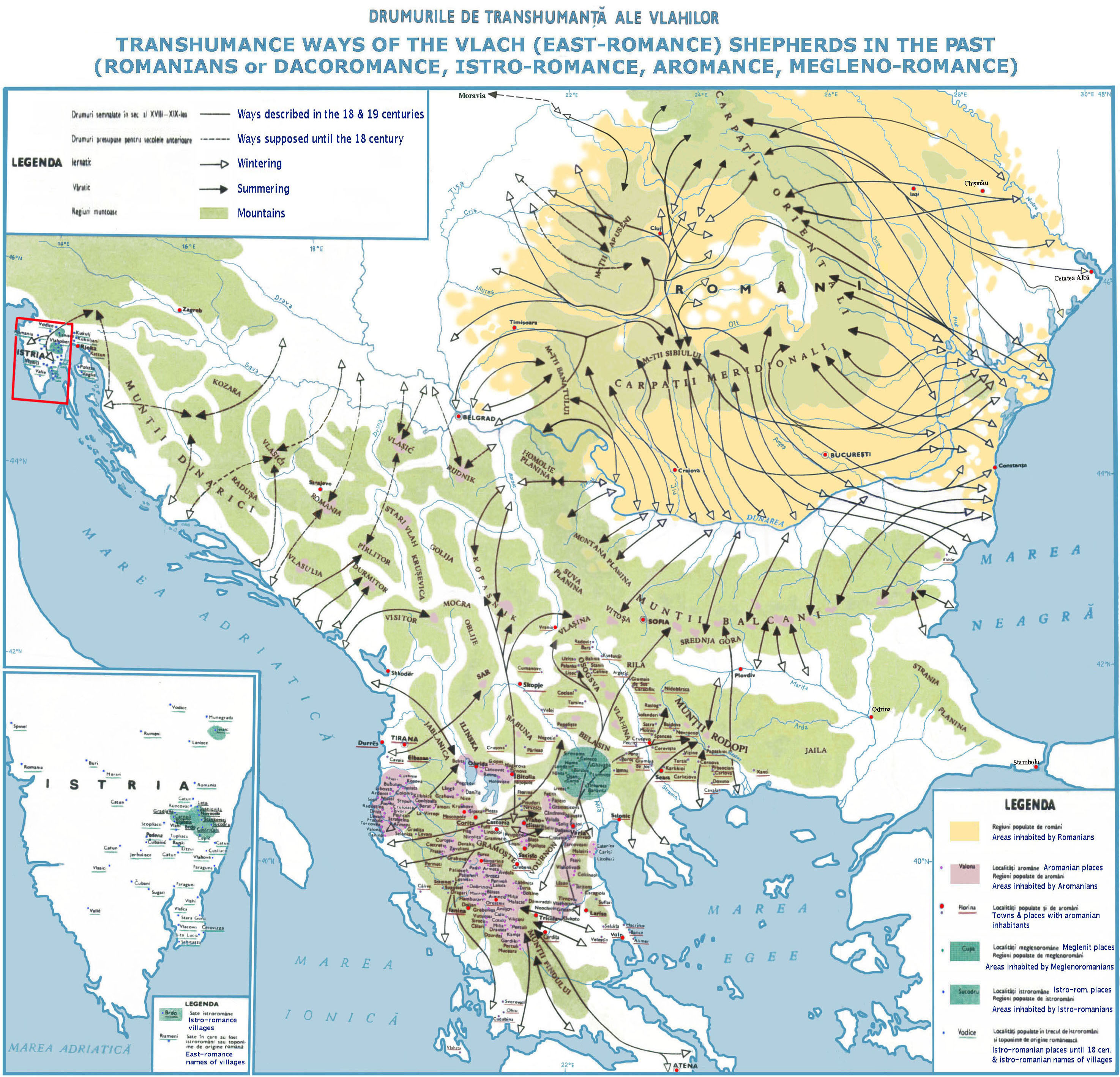
Maneiras de transumância dos pastores valáquios no passado

Uma consciência arromena distinta só se desenvolveu no século XIX e foi influenciada pela ascensão de outros movimentos nacionais nos Balcãs.
Até então, os Arromenos, como cristãos ortodoxos orientais, foram incluídos com outros grupos étnicos no grupo etnorreligioso mais amplo dos "romanos" (em grego: Rhomaioi, em homenagem ao Império Romano Oriental ou Bizantino), que na época otomana formava o distinto Rum Millet.  O Rum Millet foi liderado pelo Patriarcado de Constantinopla, dominado pelos gregos, e a língua grega foi usada como língua franca entre os cristãos ortodoxos dos Balcãs ao longo dos séculos XVII-XIX. Como resultado, os arromenos ricos e urbanizados foram culturalmente helenizados e desempenharam um papel importante na disseminação da língua e da cultura gregas; na verdade, o primeiro livro escrito em Arromeno foi escrito no alfabeto grego e teve como objetivo difundir o Grego entre os falantes de Arromeno. 

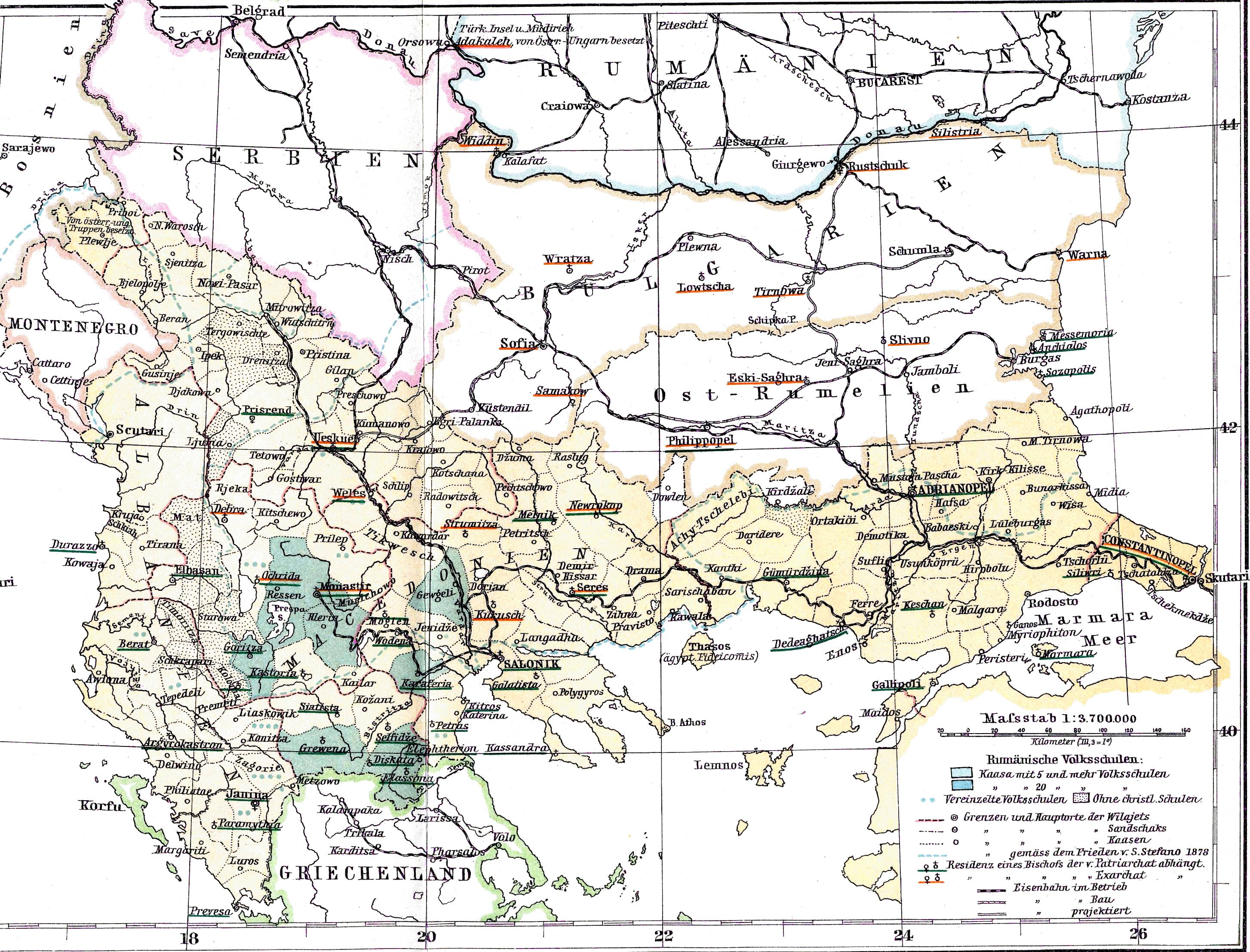
Mapa mostrando áreas com escolas romenas para Arromenos e Megleno-Romenos no Império Otomano (1886)

No início do século XIX, entretanto, a natureza distinta da língua arromena, derivada do Latim, começou a ser estudada em uma série de gramáticas e livretos linguísticos.  Em 1815, os Arromenos de Budapeste solicitaram permissão para usar a sua língua na liturgia, mas esta foi recusada pelo metropolita local. 
O estabelecimento de uma consciência nacional arromena distinta, no entanto, foi dificultado pela tendência das classes superiores arromenas de serem absorvidas pelas etnias circundantes dominantes e de defenderem as suas respectivas causas nacionais como se fossem suas.  Eles se identificaram tanto com as nações anfitriãs que as historiografias nacionais dos Balcãs retratam os Aromanianos como os "melhores albaneses", "melhores gregos" e "melhores búlgaros", levando os pesquisadores a chamá-los de "camaleões dos Bálcãs".  Consequentemente, muitos Arromenos desempenharam um papel proeminente na história moderna das nações balcânicas: o revolucionário Pitu Guli, o primeiro-ministro grego Ioánnis Koléttis, o magnata grego George Averoff, o ministro da Defesa grego Evángelos Avérof, o primeiro-ministro sérvio Vladan Đorđević, o patriarca Atenágoras I de Constantinopla, o metropolita romeno Andrei Şaguna, os governantes da Valáquia e da Moldávia da família Ghica, etc.
Após o estabelecimento da Romênia independente e a autocefalia da Igreja Ortodoxa Romena na década de 1860, os Arromenos começaram cada vez mais a ficar sob a influência do movimento nacional romeno. Embora veementemente contestados pela igreja grega, os romenos estabeleceram uma extensa rede cultural e educativa patrocinada pelo Estado no sul dos Bálcãs: a primeira escola romena foi fundada em 1864 pelo arromeno Dimitri Atanasescu, e no início do século XX havia 100 igrejas romenas. e 106 escolas com 4.000 alunos e 300 professores.  Como resultado, os Arromenos  dividiram-se em duas facções principais, uma pró-grega, outra pró-romena, além de uma menor focada exclusivamente na sua identidade Arromena. 
Com o apoio das Grandes Potências, e especialmente da Áustria-Hungria, o "movimento Arromeno-Romeno" culminou no reconhecimento dos Arromenos como um Millet distinto (o Millet Ullah) pelo Império Otomano em 22 de maio de 1905, com as correspondentes liberdades de adoração e educação em sua própria língua.  No entanto, devido à assimilação avançada dos Arromenos, isto chegou tarde demais para levar à criação de uma identidade nacional arromena distinta; na verdade, como observou Gustav Weigand em 1897, a maioria dos Arromenos não era apenas indiferente, mas ativamente hostil ao seu próprio movimento nacional. 
Ao mesmo tempo, o antagonismo greco-romeno sobre as lealdades aromenas intensificou-se com a luta armada macedônia, levando à ruptura das relações diplomáticas entre os dois países em 1906. Durante a Luta da Macedônia, a maioria dos Arromenos participou do lado "patriarcal" (pró-grego), mas alguns ficaram do lado dos "exarquistas" (pró-búlgaros).  No entanto, após as Guerras Balcânicas de 1912-1913, o interesse romeno diminuiu e, quando renasceu na década de 1920, foi concebido mais para encorajar os "irmãos macedônios" dos romenos a emigrar para o sul de Dobruja, onde havia fortes minorias não romenas. 
Embora a atividade romena tenha diminuído, a partir da Primeira Guerra Mundial e com o seu envolvimento na Albânia, a Itália fez alguns esforços - não muito bem sucedidos - na conversão de simpatias pró-romenas em pró-italianas.  Na Segunda Guerra Mundial, durante a ocupação da Grécia pelo Eixo, a Itália encorajou os nacionalistas Arromenos a formar uma "pátria Arromena", o chamado Principado do Pindo. O projeto nunca ganhou muita força entre a população local, entretanto. Pelo contrário, muitas figuras importantes da Resistência Grega contra o Eixo, como Andréas Tzímas, Stéfanos Saráfis e Alexandros Svolos, eram Arromenos. O projeto do “principado” ruiu com o armistício italiano em 1943.

### Identidades arromenas modernas
A data do anúncio da irade otomana de 23 de maio de 1905 foi adotada recentemente pelos Aromanianos na Albânia, Austrália, Bulgária e Macedônia do Norte como o "Dia Nacional Arromeno" (Dzua Natsionalã a Armãnjilor), mas nomeadamente não na Grécia ou entre os Arromenos na diáspora grega.  Na Romênia, todos os dias 10 de maio, o Dia da Romênia dos Balcãs é celebrado pelo mesmo evento. Esta observância destina-se aos Arromenos, mas também aos Megleno-Romenos e aos Istro-Romenos.
Nos tempos modernos, os Arromenos geralmente adotaram a cultura nacional dominante, muitas vezes com uma dupla identidade como Arromeno e Grego/Albanês/Búlgaro/Macedônio/Sérvio/etc.  Os Arromenos também são encontrados fora das fronteiras da Grécia. Existem muitos Arromenos no sul da Albânia e em cidades de todos os Bálcãs,  enquanto Arromenos que se identificam como romenos ainda podem ser encontrados em áreas onde as escolas romenas funcionavam.  Existem também muitos Arromenos que se identificam apenas como Arromenos (mesmo, como no caso dos "Cincars", quando já não falam a língua). Tais grupos podem ser encontrados no sudoeste da Albânia, nas partes orientais da Macedônia do Norte, nos Arromenos que imigraram para a Romênia em 1940, e na Grécia nas áreas de Veria (Arromeno: Veryi ) e Grevena (Arromenos: Grebini) e em Atenas. 

## Cultura

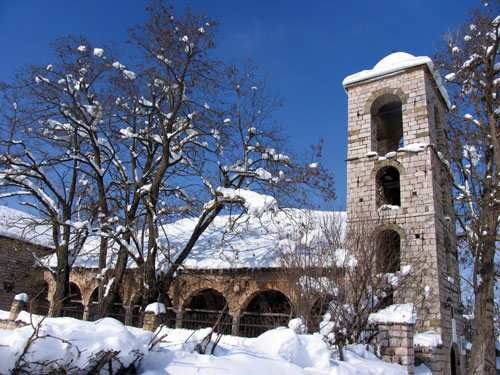
Igreja de São Nicolau em Moscopole

### Religião
Os Arromenos são predominantemente cristãos ortodoxos, e seguem o calendário litúrgico ortodoxo oriental. 

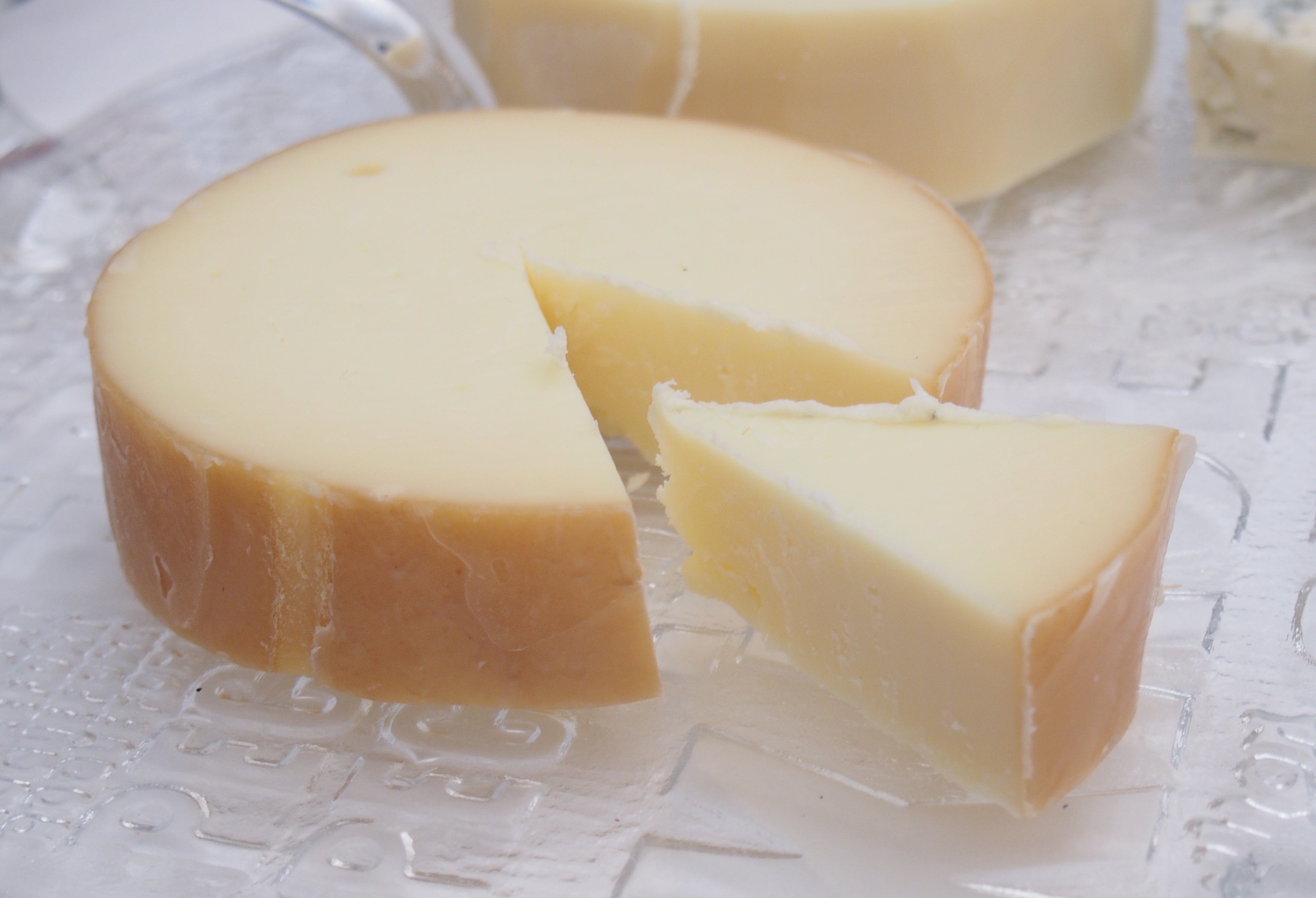
Metsovone, queijo Arromeno de Metsovo

### Culinária
A Culinária arromena é fortemente influenciada pela cozinha mediterrânica e do Médio Oriente.

### Música
A música polifônica é comum entre os Arromenos e segue um conjunto comum de regras.

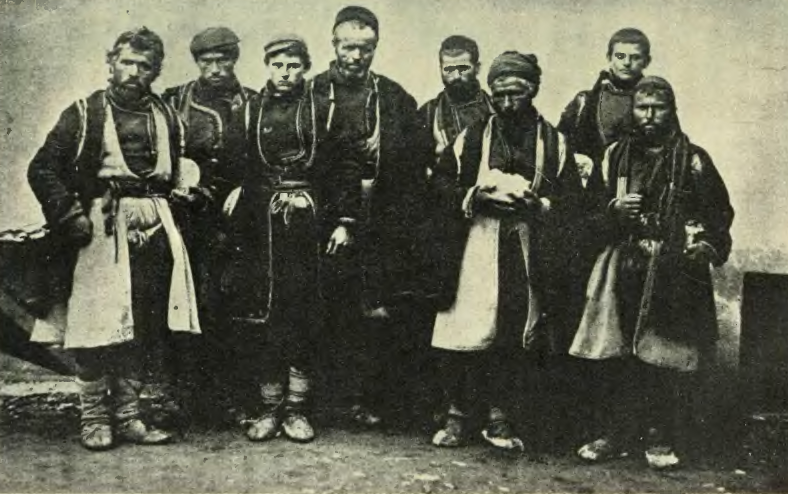
Arromenos da Macedônia, c. 1914

### Vestimentas
Nas áreas rurais arromenas, as roupas diferiam das vestimentas dos moradores da cidade. O formato e a cor de uma vestimenta, o volume do arnês, o formato de uma joia podem indicar filiação cultural e também podem mostrar de onde provêm as pessoas da aldeia. O uso de Fustanella entre os Arromenos remonta pelo menos ao século 15, com exemplos notáveis sendo vistos no stećak Aromaniano da necrópole de Radimlja. Além disso, os Arromenos reivindicam a fustanella como seu traje étnico.

## Atualmente

### Na Grécia

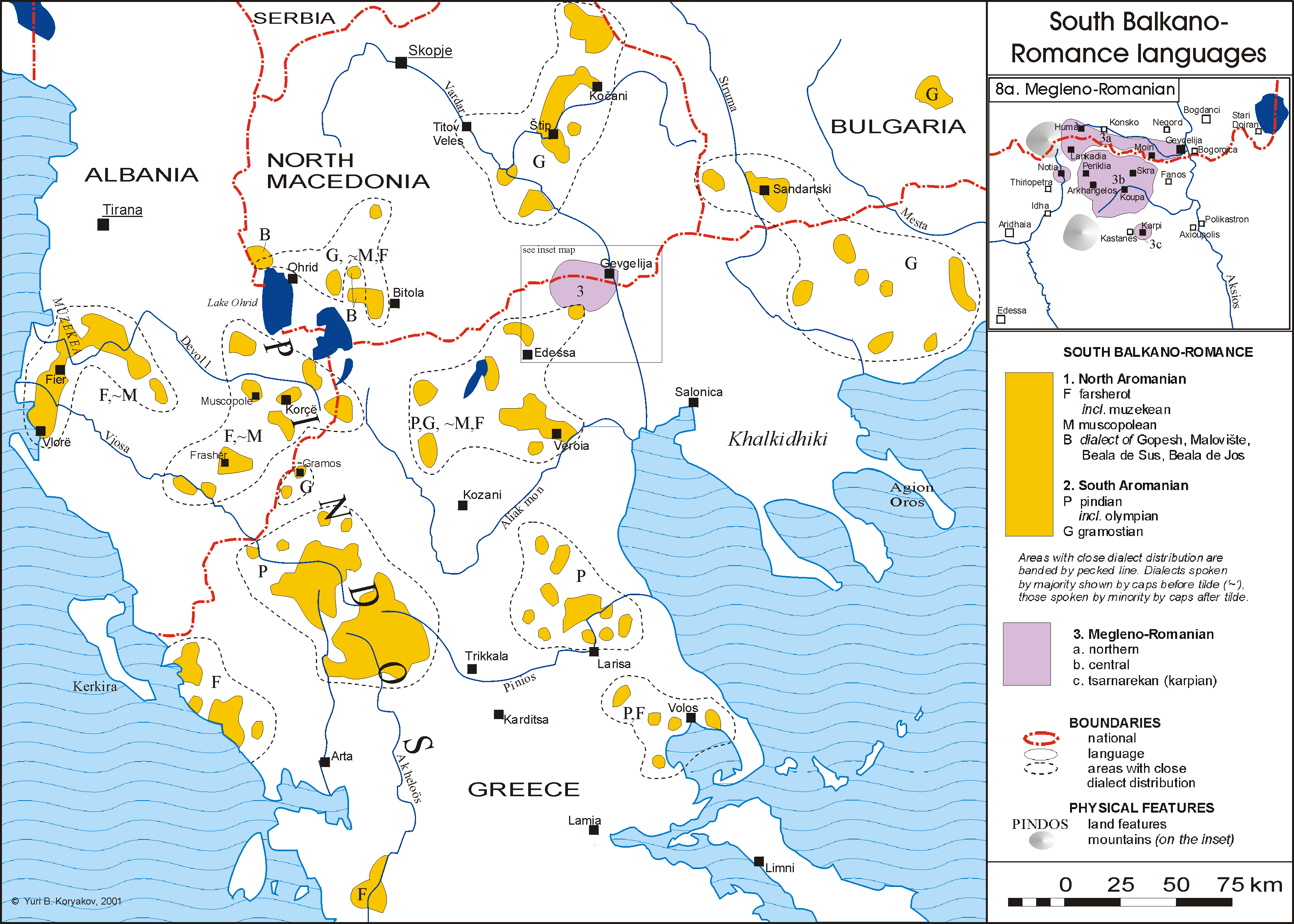
Mapa dos Bálcãs com regiões habitadas por Arromenos em amarelo

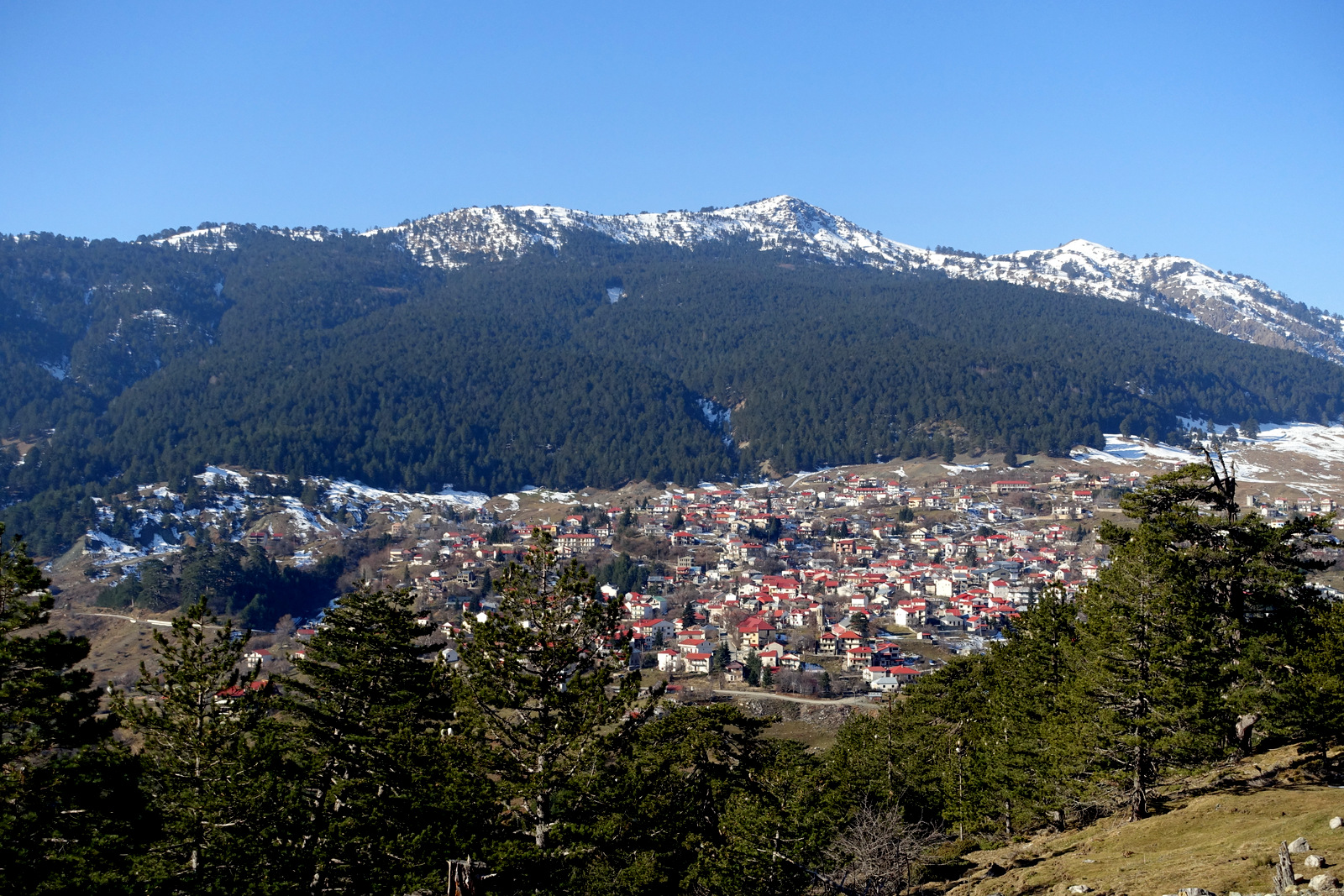
Samarina, uma das aldeias mais altas da Grécia

Na Grécia, os arromenos não são reconhecidos como uma minoria étnica, mas sim como uma minoria linguística e, tal como os arvanitas, têm sido indistinguíveis em muitos aspectos de outros gregos desde o século XIX. Embora os arromenos gregos se diferenciassem dos gregos nativos (Grets) ao falar em arromeno, a maioria ainda se considera parte da nação grega mais ampla (Elini, helenos), que também engloba outras minorias linguísticas, como os arvanitas ou os falantes eslavos da Macedônia grega.  Os Arromenos gregos estão há muito tempo associados ao Estado nacional grego, participaram ativamente na Luta Grega pela Independência e obtiveram posições muito importantes no governo, embora tenha havido uma tentativa de criar um cantão arromeno autônomo sob a proteção da Itália em o fim da Primeira Guerra Mundial, denominado Principado do Pindo. Os arromenos têm sido muito influentes na política, nos negócios e no exército gregos. Os revolucionários Rigas Feraios e Giorgákis Olýmpios, o primeiro-ministro Ioánnis Koléttis, bilionários e benfeitores Evangelis Zappas e Konstantinos Zappas, o empresário e filantropo George Averoff, o marechal de campo e mais tarde primeiro-ministro Aléxandros Papagós, e o político conservador Evángelos Avérof eram todos Arromenos ou de herança parcial Arromena. É difícil estimar o número exato de Arromenos na Grécia hoje. O Tratado de Lausanne de 1923 estimou o seu número entre 150.000 e 200.000, mas os dois últimos censos para diferenciar os grupos minoritários cristãos, em 1940 e 1951, mostraram 26.750 e 22.736 Valáquios, respectivamente.  As estimativas sobre o número de Arromenos na Grécia variam entre 40.000  e 300.000. Kahl estima o número total de pessoas de origem Arromena que ainda entendem a língua em não mais de 300.000, com o número de falantes fluentes abaixo de 100.000. 
A maioria da população Aromaniana vive no norte e centro da Grécia; Épiro, Macedônia e Tessália. As principais áreas habitadas por estas populações são os Montes Pindo, em torno das montanhas do Olimpo e Vermion, e em torno dos lagos Prespa perto da fronteira com a Albânia e a República da Maced}onia do Norte. Alguns Arromenos ainda podem ser encontrados em assentamentos rurais isolados como Samarina (Arromeno: Samarina, Xamarina ou San Marina), Perivoli (Arromeno: Pirivoli ) e Smixi (Arromeno: Zmixi). Há também Arromenos (Valáquios) em vilas e cidades como Ioannina (Arromeno: Ianina, Enina ou Enãna), Metsovo (Arromeno: Aminciu), Veria (Arromeno: Veryia), Katerini, Trikala (Arromeno: Trikolj), Grevena (Arromeno: Grebini) e Salônica (Arromeno: Sãruna).
Geralmente, o uso das línguas minoritárias tem sido desencorajado na Grécia, embora recentemente tenham havido esforços para preservar as línguas ameaçadas (incluindo o arromeno) da Grécia.
Desde 1994, a Universidade Aristóteles de Salônica oferece cursos para iniciantes e avançados em "Koutsovlach", e festivais culturais com mais de 40.000 participantes - os maiores encontros culturais arromenos do mundo - acontecem regularmente em Metsovo.  No entanto, não existem jornais exclusivamente arromenos e a língua arromena está quase totalmente ausente da televisão.  Na verdade, embora em 2002 houvesse mais de 200 associações culturais valáquias na Grécia, muitas nem sequer apresentavam o termo "Valáquio" nos seus títulos, e apenas algumas estão ativas na preservação da língua arromena. 
Em 1997, a Assembleia Parlamentar do Conselho da Europa aprovou a Recomendação 1333 (1997) incentivando os estados dos Balcãs a tomar medidas para rectificar a "situação crítica" da cultura e da língua Arromena. Isto ocorreu após pressão da União para a Língua e Cultura Arromena na Alemanha. Em resposta, o então presidente da Grécia, Konstantinos Stephanopoulos, instou publicamente os arromenos gregos a ensinarem a língua aos seus filhos.
Em 2001, 31 presidentes de câmara e chefes de aldeia Arromena assinaram uma resolução de protesto contra o relatório do Departamento de Estado dos EUA sobre a situação dos direitos humanos na Grécia. Queixaram-se "da caracterização direta ou indireta dos gregos de língua valáquia como uma minoria étnica, linguística ou outra, afirmando que os gregos de língua valáquia nunca solicitaram ser reconhecidos pelo Estado grego como uma minoria, sublinhando que histórica e culturalmente eles fossem e ainda são parte integrante do helenismo, seriam bilíngues e o arromeno seria secundário". 
Além disso, o maior grupo Arromeno na Grécia (e em todo o mundo), a Federação Pan-helênica de Associações Culturais de Valáquios na Grécia,  rejeitou repetidamente a classificação do Arromenos como uma língua minoritária ou dos Valáquios como um grupo étnico distinto separado de os gregos, considerando os Arromenos como "parte integrante do Helenismo". A Sociedade Cultural Arromena (Valáquio), associada a Sotiris Bletsas, está representada no Comitê dos Estados-Membros do Gabinete Europeu para as Línguas Menos Faladas na Grécia.

### Na Albânia

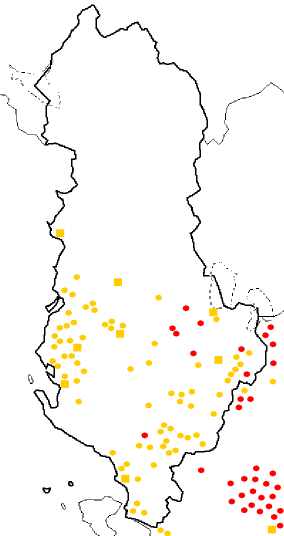
Arromenos na Albânia:
Assentamentos exclusivos arromenos
Maioria arromena ou assentamentos minoritários substanciais

A presença exata da comunidade Aromaniana na Albânia é desconhecida. Eles estão principalmente concentrados em partes do sul e oeste da Albânia. 8.266 pessoas declararam-se Aromanianos no censo de 2011. Sobre a qualidade dos dados específicos, o Comité Consultivo da Convenção-Quadro para a Protecção das Minorias Nacionais afirmou que "os resultados do censo devem ser vistos com a maior cautela e apela às autoridades para que não se baseiem exclusivamente nos dados sobre a nacionalidade recolhidos durante o censo para determinar a sua política de protecção das minorias nacionais.". De acordo com Tom Winnifrith em 1995, havia cerca de 200.000 indivíduos que eram descendentes de Aromanianos na Albânia, independentemente da proficiência em Aromaniano, ou falavam Aromaniano sem necessariamente se considerarem como tendo uma identidade separada.   De acordo com Frank Kressing e Karl Kaser em 2002, havia entre 30.000 e 50.000 Aromanianos na Albânia. Tanner (2004) apontou a Albânia como o único país onde os Aromanianos constituem uma percentagem relativamente significativa da população, cerca de 2%. 
Nos últimos anos parece haver uma renovação das antigas políticas de apoio e patrocínio de escolas romenas para arromenos da Albânia. Como salienta um artigo recente publicado nos meios de comunicação social romenos, o jardim de infância, as escolas primárias e secundárias da cidade albanesa de Divjakë, onde os alunos albaneses arromenos locais têm aulas tanto em aromeno como em romeno, receberam ajuda substancial diretamente do governo romeno. A única igreja de língua arromena na Albânia é a Transfiguração de Jesus (arromeno: Ayiu Sutir) de Korçë, que recebeu ajuda de 2 bilhões de leu do governo romeno. Eles também têm um partido político chamado Aliança para a Igualdade e Justiça Europeia (ABDE; Ligãturea ti Egaliteati sh-Drept European), que é a única no mundo, juntamente com duas na Macedônia do Norte, e duas organizações sociais chamadas Shoqata Arumunët/Vllehtë e Shqiperisë (A Sociedade dos Arromenos/Valáquios da Albânia) e Unioni Kombëtar Arumun Shqiptar (A União Nacional Albanesa Arromena). Muitos dos Arromenos albaneses (Arvanito Vlachs) imigraram para a Grécia, uma vez que são considerados na Grécia parte da minoria grega na Albânia. Há tentativas de estabelecer a educação em sua língua nativa na cidade de Divjakë.
Notáveis arromenos cuja origem familiar vem da Albânia de hoje incluem o Bispo Andrei Şaguna e o Reverendo Llambro Ballamaçi, enquanto notáveis albaneses com origem familiar arromena são os atores Aleksandër (Sandër) Prosi, Margarita Xhepa, Albert Vërria e Prokop Mima, bem como o compositor Nikolla Zoraqi e os cantores Eli Fara e Parashqevi Simaku.
Em 13 de outubro de 2017, os Arromenos receberam o estatuto oficial de minoria étnica, através da votação de um projeto de lei pelo Parlamento albanês.

### Na Macedônia do Norte

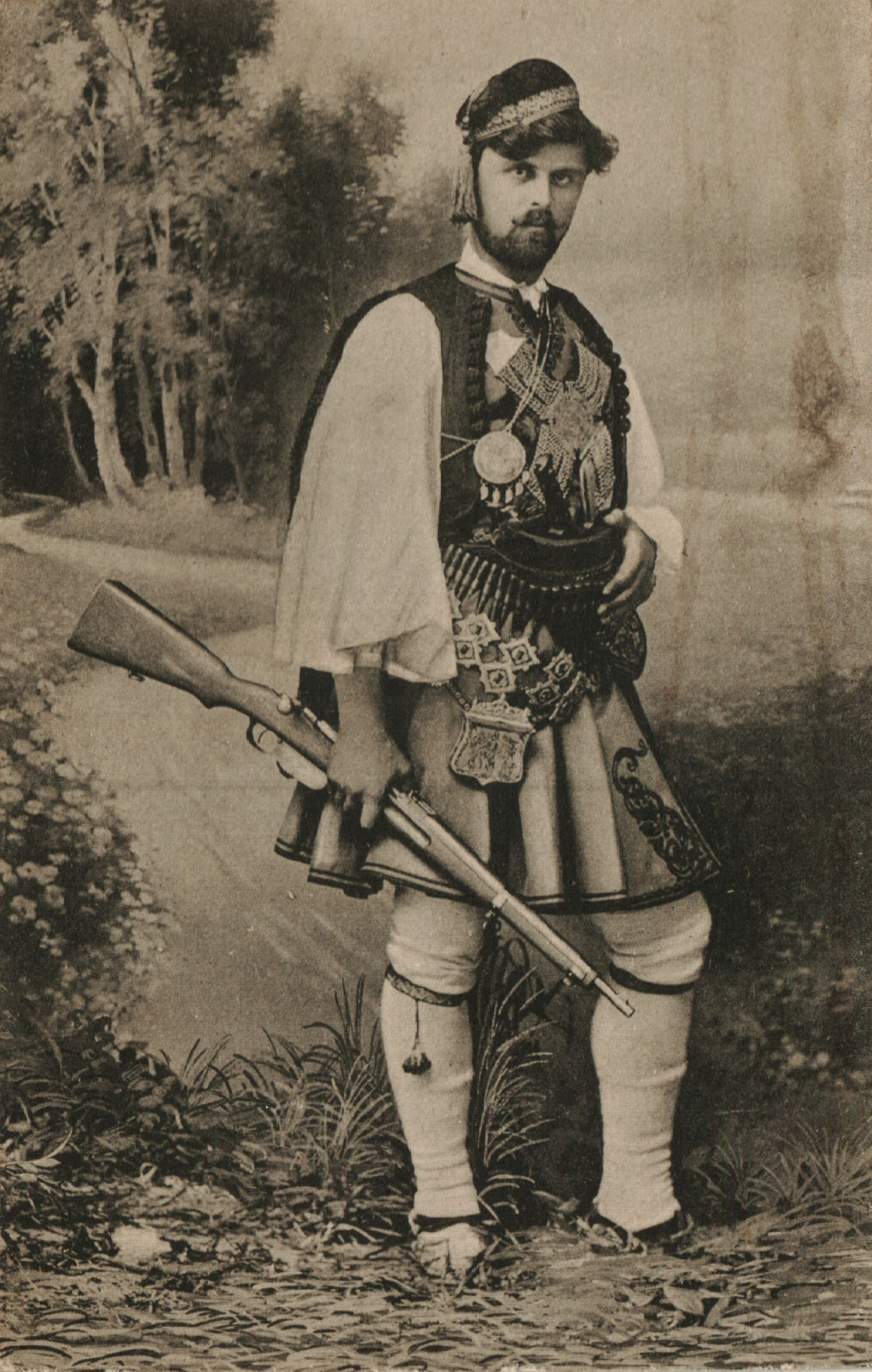
Ioryi Mucitano, o primeiro líder do primeiro bando arromeno na IMRO

De acordo com dados oficiais do governo (censo de 2002), existem 9.695 arromenos ou valáquios, como são oficialmente chamados na Macedônia do Norte. De acordo com o censo de 1953, havia 8.669 Vlachs, 6.392 em 1981 e 8.467 em 1994. Os arromenos são reconhecidos como uma minoria étnica e, portanto, estão representados no Parlamento e gozam de direitos étnicos, culturais, linguísticos e religiosos e do direito à educação na sua língua.

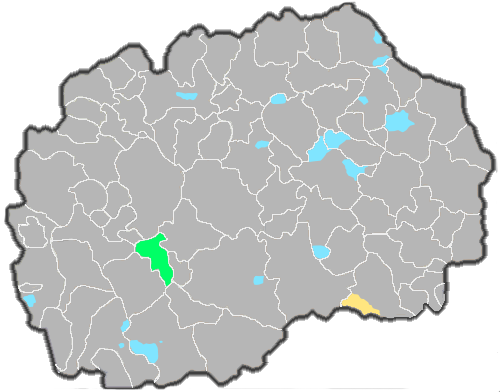
Propagação de Aromanianos na Macedônia do Norte:
Localidades onde os arromenos são um grupo minoritário oficialmente reconhecido
Outras localidades com população arromena
Áreas onde os megleno-romenos estão concentrados

Existem sociedades e associações culturais arromenos, como a União para a Cultura Arromena da Macedônia do Norte, a Liga Arromena da Macedônia do Norte, a Liga Internacional dos Arromenos e a Comuna Armãneascã "Frats Manachi", (A Comunidade Arromena Irmãos Manaki) em Bitola (Arromeno: Bituli ou Bitule). Existem também dois partidos políticos que representam a minoria arromena do país. Trata-se da União Democrática dos Valáquios da Macedónia (DSVM; Unia Democratã a Armãnjlor dit Machidunii, UDAM) e o Partido dos Valáquios da Macedônia (PVM; Partia Armãnjilor ditu Machidunie, PAM). São os únicos partidos arromenos no mundo, juntamente com o ABDE na Albânia.
Muitas formas de mídia em língua arromena foram estabelecidas desde a década de 1990. O governo da Macedônia do Norte presta assistência financeira a jornais e estações de rádio de língua arromena. Jornais de língua arromena, como Phoenix (Arromeno: Fenix) servir a comunidade arromena. O programa de televisão Arromeno Spark (Arromeno: Scanteao; Macedônio: Искра / Iskra) transmite no segundo canal da Rádio-Televisão da Macedônia.
Existem aulas de Arromeno nas escolas primárias e o estado financia algumas obras publicadas em Arromeno (revistas e livros), bem como obras que cobrem a cultura, língua e história Arromena. Este último é feito principalmente pela primeira Sociedade Científica Arromena, "Constantin Belemace" em Skopje (Scopia), que organizou simpósios sobre a história Arromena e publicou artigos deles. De acordo com o último censo, viviam 9.596 Arromenos (0,48% da população total). Existem concentrações em Kruševo (Crushuva) 1.020 (20%), Štip (Shtip) 2.074 (4,3%), Bitola 1.270 (1,3%), Struga 656 (1%), Sveti Nikole (San Nicole) 238 (1,4 %), Kisela Voda 647 (1,1%) e Skopje 2.557 (0,5%).

### Na Romênia
Desde a Idade Média, devido à ocupação turca e à destruição das suas cidades, como Moscopole, Gramoshtea, Linotopi e mais tarde Kruševo, muitos arromenos fugiram das suas terras natais nos Balcãs para colonizarem os principados romenos da Valáquia e da Moldávia, que tinham uma língua semelhante e um certo grau de autonomia em relação aos turcos. Esses imigrantes arromenos foram assimilados pela população romena.
Em 1925, 47 anos após Dobruja ter sido incorporada à Romênia, o rei Fernando deu aos arromenos terras e privilégios para se estabelecerem nesta região, o que resultou numa migração significativa de arromenos para a Romênia. Hoje, 25% da população da região são descendentes de imigrantes arromenos.
Existem atualmente entre 50.000 e 100.000 arromenos na Romênia, a maioria dos quais concentrados em Dobruja. De acordo com algumas organizações culturais arromenas na Romênia, existem cerca de 100.000 arromenos na Romênia, e eles são frequentemente chamados de macedoni ("Macedônios"). Algumas associações arromenas chegam a estimar o número total de pessoas de ascendência arromena na Romênia em até 250.000.
Recentemente, tem havido um movimento crescente na Romênia, tanto por parte dos arromenos como dos legisladores romenos, para reconhecer os arromenos como um grupo cultural separado ou como um grupo étnico separado, e estender-lhes os direitos de outras minorias na Romênia, como a educação na língua materna e representantes no parlamento.

### Na Bulgária
A maioria dos Arromenos na região de Sófia são descendentes de emigrantes da região da Macedônia e do norte da Grécia que chegaram entre 1850 e 1914.
Na Bulgária, a maioria dos arromenos concentrava-se na região sudoeste de Sófia, na região chamada Pirin, anteriormente parte do Império Otomano até 1913. Devido a esta razão, um grande número destes arromenos mudou-se para Dobruja Meridional, parte do Reino da Romênia após o Tratado de Bucareste de 1913. Após a reinclusão de Dobruja do Sul na Bulgária com o Tratado de Craiova de 1940, a maioria foi transferida para Dobruja do Norte numa troca populacional. Outro grupo mudou-se para o norte da Grécia. Hoje em dia, o maior grupo de arromenos da Bulgária encontra-se na zona montanhosa do sul, em torno de Peshtera. A maioria dos arromenos na Bulgária são originários das montanhas Gramos, com alguns da Macedônia do Norte, dos montes Pindo na Grécia e de Moscopole na Albânia.
Após a queda do comunismo em 1989, Arromenos e Romenos (conhecidos como "Valáquios" na Bulgária) iniciaram iniciativas para se organizarem sob uma associação comum.

### Na Sérvia
Na época medieval, os arromenos povoaram a Herzegovina, uma região hoje na Bósnia e Herzegovina próxima à Sérvia moderna, e ergueram necrópoles famosas com pinturas rupestres (Radimlja, Blidinje, etc.). Os arromenos, conhecidos como Cincari (Цинцари), migraram para a Sérvia no século XVIII e no início do século XIX. Na maioria das vezes, eram bilíngues em grego e eram frequentemente chamados de "gregos" (Grci). Eles foram influentes na formação do Estado sérvio, tendo contribuído com combatentes rebeldes, comerciantes e intelectuais. Muitos arromenos gregos (Грко Цинцари) vieram para a Sérvia com Alija Gušanac como krdžalije (mercenários) e mais tarde juntaram-se à Revolução Sérvia (1804-1817). Alguns dos rebeldes notáveis incluem Konda Bimbaša e Papazogli. Entre as pessoas notáveis de ascendência arromena estão o dramaturgo Jovan Sterija Popović (1806–1856), o romancista Branislav Nušić (1864–1938) e o político Vladan Đorđević (1844–1930).
A maioria do povo sérvio de ascendência arromena não fala arromeno e defende uma identidade sérvia. Eles vivem em Niš, Belgrado e em algumas comunidades menores no sul da Sérvia, como Knjaževac. A Associação Lunjina Sérvio-Arromeno foi fundada em Belgrado em 1991. De acordo com o censo de 2022, havia 327 cidadãos sérvios identificados como da etnia Cincari. No entanto, estimativas não oficiais estimam a população arromena da Sérvia em 5.000–15.000.

### Diáspora
Além dos países dos Balcãs, existem também comunidades de emigrantes Aromanianos que vivem no Canadá, nos Estados Unidos, na França e na  Alemanha. Embora a maior comunidade da diáspora esteja em algumas das principais cidades canadenses, Freiburg, a Alemanha tem uma das organizações arromenas mais importantes, a União para a Língua e Cultura Arromena. Nos Estados Unidos, a Sociedade Farsharotu é a associação mais antiga e conhecida de arromenos, fundada em 1903 por Nicolae Cican, um nativo arromeno da Albânia. Na França, os arromenos estão agrupados na Associação Trâ Armânami dos Arromenos Franceses. 

## Arromenos notáveis

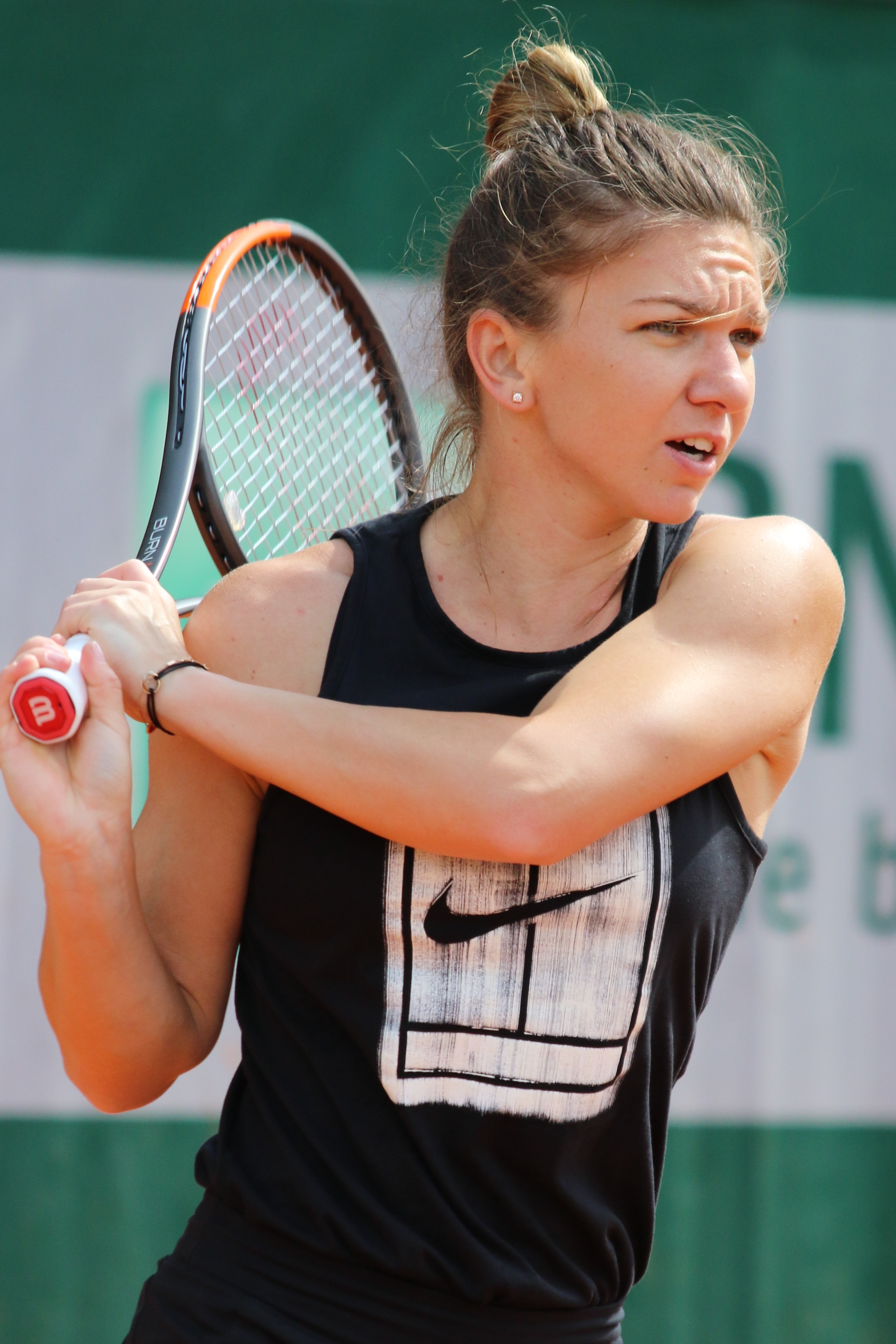
Simona Halep

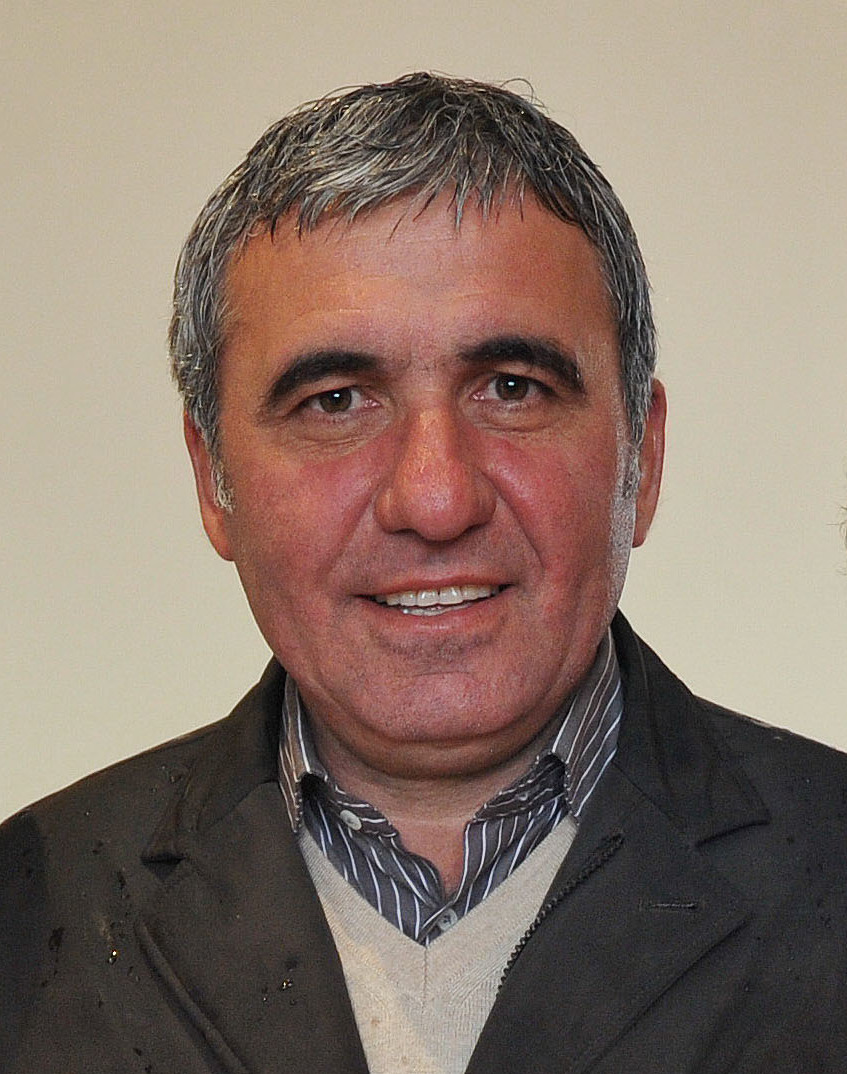
Gheorghe Hagi

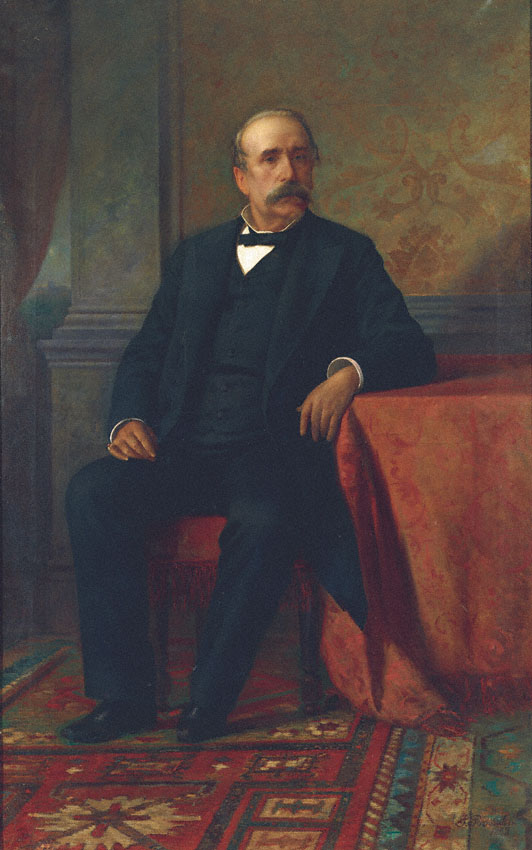
George Averoff, empresário

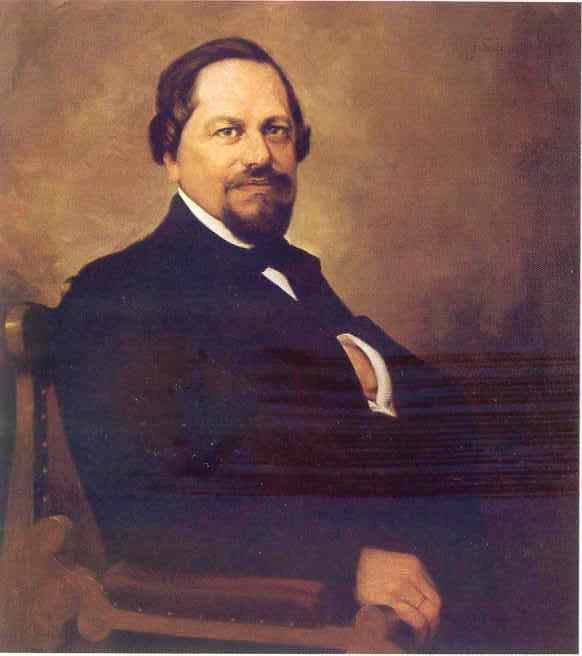
Simon Sinas, banqueiro

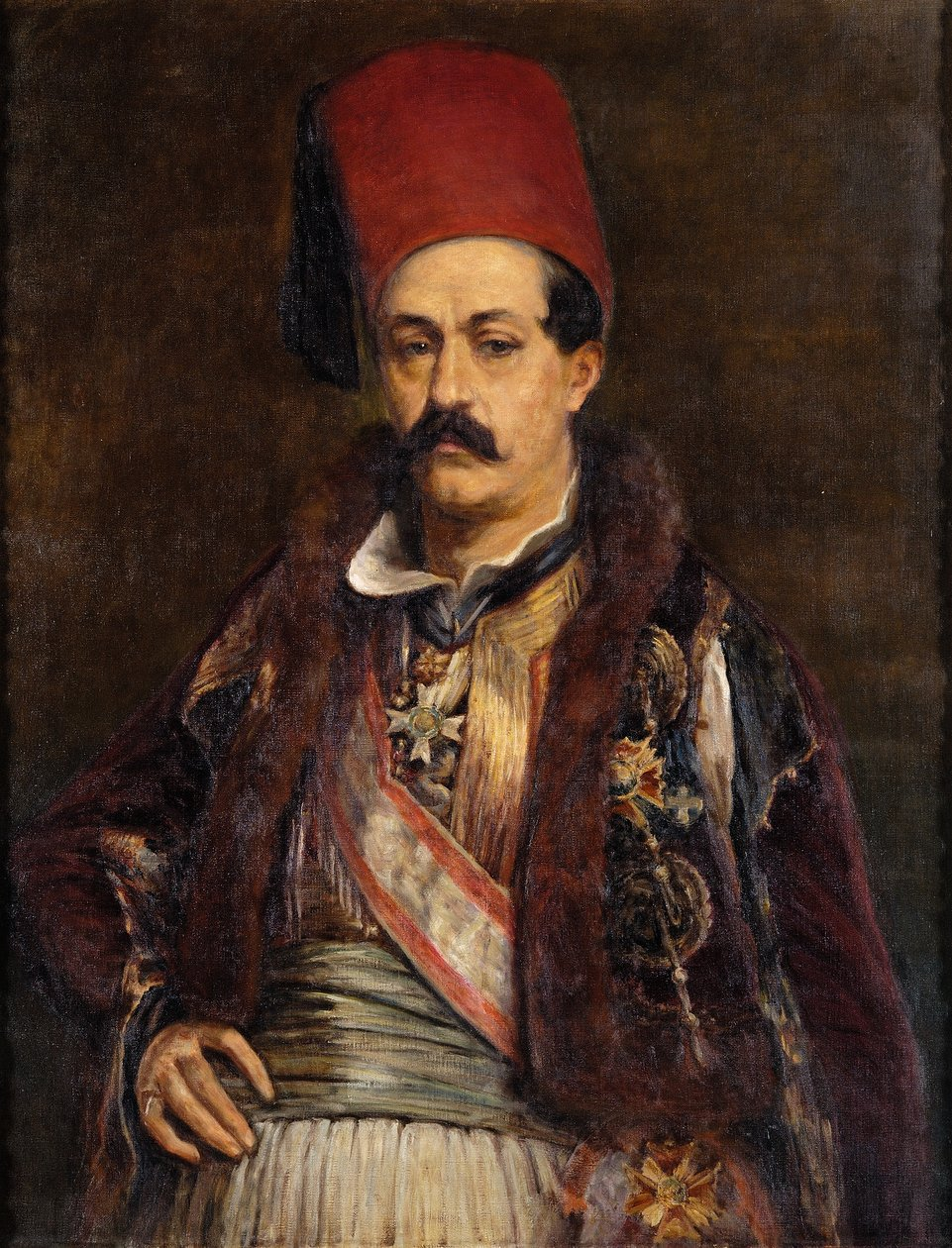
Ioánnis Koléttis, primeiro-ministro da Grécia

A seguir está uma lista de pessoas notáveis de ascendência total ou parcial de arromenos. Observe que essas reivindicações são, em muitos casos, contestadas ou compartilhadas com ancestrais de outras etnias.

### Arte e literatura
- Alexandru Arsinel — comediante e ator
- Constantin Belimace — poeta
- Ion Luca Caragiale — dramaturgo, contista, poeta, gerente de teatro, comentarista político e jornalista
- Toma Caragiu — ator de teatro, televisão e cinema
- Konstantin Čomu — operador de cinema
- Elena Gheorghe — cantora
- Jovan Četirević Grabovan — pintor de ícones
- Stere Gulea — diretor de cinema e roteirista
- Kira Hagi – atriz
- Dimitrios Lalas — compositor e músico
- Taško Načić — ator
- Sergiu Nicolaescu — diretor de cinema, ator e político
- Constantin Noica — filósofo, ensaísta e poeta
- Branislav Nušić — dramaturgo, satírico, ensaísta, romancista
- Ștefan Octavian Iosif — poeta e tradutor
- Dan Piţa — diretor de cinema e roteirista
- Aurel Plasari — escritor
- Jovan Sterija Popović — dramaturgo, poeta, advogado, filósofo e pedagogo
- Florica Prevenda — pintora
- Toše Proeski — cantor
- Sandër Prosi — ator
- Camil Ressu — pintor e acadêmico
- Konstantinos Tzechanis — filósofo, matemático e poeta
- Nuși Tulliu — poeta e escritor de prosa
- Albert Vërria — ator
- Lika Yanko – pintora
- Jovan Jovanović Zmaj — poeta[100]
- Irmãos Manaki — cineastas

### Direito, filantropia e comércio
- George Averoff —empresário e filantropo
- Gigi Becali — empresário e político
- Emanoil Gojdu – advogado
- Petar Ičko — comerciante
- Família Mocioni — barões, filantropos e banqueiros
- Theodoros Modis — comerciante de madeira e estudioso
- Sterjo Nakov — empresário
- Simão Sinas — banqueiro, aristocrata, benfeitor e diplomata
- Georgios Sinas — empreendedor, banqueiro e benfeitor nacional
- Michael Tositsas — benfeitor
- Evangelis Zappas — filantropo e empresário
- Konstantinos Zappas — empreendedor e benfeitor nacional
- Toma Fila — advogado e político

### Militares
- Konda Bimbaša — lutadora
- Pitu Guli – revolucionário
- Christodoulos Hatzipetros — líder militar
- Anastasios Manakis — revolucionário
- Giorgakis Olympios — comandante militar
- Alexandros Papagos — oficial do exército[101]
- Anastasios Pichion — educador e combatente
- Stefanos Sarafis — oficial do exército
- Konstantinos Smolenskis — oficial do exército
- Leonidas Smolents — oficial do exército
- Mitre, o Valáquio – revolucionário

### Política
- Apostol Arsache — político e filantropo
- Evangelos Averoff — político e escritor
- Nicolae Constantin Batzaria — político, ativista e escritor
- Marko Bello — político, diplomata e conferencista
- Yannis Boutaris — político e empresário
- Costică Canacheu — político e empresário
- Ion Caramitru — político e ator
- Alcibíades Diamandi — político
- Michael Dukakis — político
- Vladan Đorđević — político, diplomata, médico, escritor prolífico, organizador do Serviço Sanitário do Estado
- Rigas Feraios — escritor, pensador político e revolucionário
- Taki Fiti — político
- Ioannis Kolettis — político
- Helena Angelina Comnena
- Spyridon Lambros — político e professor
- Apostol Mărgărit — escritor
- Nicolaos Matussis — político
- Georgios Modis — jurista, político e escritor
- Aléxandros Papagós — político e oficial do exército
- Pilo Peristeri — político
- Alexandros Svolos — político
- Andreas Tzimas — político
- Petros Zappas — empreendedor e político

### Religião
- Cirilo da Bulgária — patriarca
- Joaquim III de Constantinopla — patriarca ecumênico
- Theodore Kavalliotis — sacerdote e professor
- Andrei Șaguna — bispo metropolitano
- Nektarios Terpos — erudito e monge

### Ciências, academia e engenharia
- Sotiris Bletsas
- Elie Carafoli
- Ioannis Chalkeus
- Sterie Diamandi
- Neagu Djuvara
- Jovan Karamata
- Mina Minovici
- Theodoro Modis
- Yorgo Modis
- Daniel Moscopolitas
- George Murnu
- Pericle Papahagi
- Gheorghe Peltecu
- Nicolae Malaxa

### Esportes
- Gheorghe Hagi — treinador de futebol e ex-jogador
- Ianis Hagi – jogador de futebol
- Simona Halep – tenista
- Cristian Gaţu — handebolista
- Rafail Dishnica Gërnjoti — boxeador
- Theodhor Gërnjoti — boxeador
- Dominique Moceanu – ginasta